# تنامارت (مشكيكلا)
تنامارت هو دُوَّار يقع بجماعة آيت مزال، إقليم شتوكة آيت باها، جهة سوس ماسة في المملكة المغربية. ينتمي الدوّار لمشيخة مشكيكلا التي تضم 9 دواوير. يقدر عدد سكانه بـ 13 نسمة حسب الإحصاء الرسمي للسكان والسكنى لسنة 2004.

## روابط خارجية
- البوابة الوطنية للجماعات الترابية نسخة محفوظة 12 مارس 2018 على موقع واي باك مشين.
- المندوبية السامية للتخطيط